# Another One Bites the Dust
"Another One Bites the Dust" là một bài hát của ban nhạc rock Anh Queen. Được viết bởi tay guitar bass John Deacon, bài hát nằm trong album phòng thu thứ tám của nhóm The Game (1980). Bài hát này là một bài hát hit trên toàn thế giới, xếp hạng số một trên US Billboard Hot 100 trong ba tuần, từ 4 tháng 10 đến 18 tháng 10 (đĩa đơn số một của họ ở trong nước). Bài hát này đã có mặt 15 tuần trong top 10 của Billboard (bài hát top ten dài nhất năm 1980), bao gồm 13 tuần trong top năm và tổng cộng 31 tuần trên bảng xếp hạng (nhiều hơn bất kỳ bài hát nào khác trong năm 1980). Nó đạt vị trí thứ hai trên bảng xếp hạng Hot Soul Singles và bảng xếp hạng Top 100 và thứ bảy trên bảng xếp hạng đĩa đơn của Anh. Bài hát được ghi nhận là đĩa đơn bán chạy nhất của Queen, với doanh số hơn 7 triệu bản. Phiên bản này được xếp ở vị trí 34 trên Bài hát hàng đầu mọi thời đại của Billboard.
Bài hát đã giành được một giải thưởng âm nhạc Mỹ cho đĩa đơn được yêu thích và cũng giành được một đề cử giải Grammy cho Trình diễn nhạc rock hay nhất của một cặp đôi hoặc nhóm có giọng hát. "Another One Bites the Dust" đã được nhiều nghệ sĩ trình bày, phối lại và lấy mẫu từ khi phát hành, và cũng đã xuất hiện trong các chương trình truyền hình, quảng cáo, phim và các phương tiện truyền thông khác. Bài hát cũng thường được sử dụng tại các sự kiện thể thao, nhằm chế giễu đối thủ bị đánh bại.

## Lịch sử
Đoạn nhạc bass của John Deacon được lấy cảm hứng từ bài hát "Good Times" của nhóm nhạc disco Chic. Trong một cuộc phỏng vấn với NME, đồng sáng lập Chic, Bernard Edwards, đã phát biểu: "Bản thu âm của Queen đó xuất hiện bởi vì người chơi guitar bass của nhóm Queen đó... đã dành thời gian đến chơi với chúng tôi tại studio của chúng tôi. " 
Các buổi ghi âm - được Reinhold Mack tại Musicland Studios ở Munich (Tây Đức) thực hiện - bao gồm Deacon chơi hầu hết tất cả các nhạc cụ: guitar bass, piano, guitar điện và tiếng vỗ tay. Roger Taylor đã thêm một vòng lặp trống và Brian May đã đóng góp vài tiếng ồn với cây đàn guitar của mình và một Eventide Harmonizer. Không có bộ tổng hợp trong bài hát: tất cả các hiệu ứng được tạo ra bởi piano, guitar điện và trống, với việc phát lại băng tiếp theo được thực hiện ngược lại ở các tốc độ khác nhau. Cuối cùng, hiệu ứng âm thanh đã được chạy qua bộ hòa âm để xử lý thêm. Hiệu ứng của bộ hòa âm có thể được nghe rõ trong bản chất "xoáy" của âm thanh bài hát ngay trước lời hát đầu tiên. Trong những buổi biểu diễn trực tiếp đầu tiên, Taylor đã hát chính trong phần điệp khúc, trái ngược với phiên bản phòng thu được Mercury hát hoàn toàn. Khi bài hát trở nên nổi tiếng hơn, ban nhạc có thể dựa vào khán giả tự hát điệp khúc. Sau khi tham dự một buổi hòa nhạc của Nữ hoàng tại Los Angeles, Michael Jackson đã đề nghị với Freddie Mercury ở hậu trường rằng "Another One Bites the Dust" nên được phát hành dưới dạng đĩa đơn.

## Bảng xếp hạng và chứng nhận

### Bảng xếp hạng tuần
| Chart (1980–1981)               | Peak position |
| ------------------------------- | ------------- |
| Australia (Kent Music Report)   | 5             |
| Áo (Ö3 Austria Top 40)          | 6             |
| Bỉ (Ultratop 50 Flanders)       | 9             |
| Canada Top Singles (RPM)        | 1             |
| France (IFOP)                   | 24            |
| Đức (GfK)                       | 6             |
| Ireland (IRMA)                  | 6             |
| Israel                          | 1             |
| Italy (FIMI)                    | 10            |
| Hà Lan (Dutch Top 40)           | 14            |
| Hà Lan (Single Top 100)         | 11            |
| New Zealand (Recorded Music NZ) | 2             |
| South Africa (Springbok Radio)  | 3             |
| Spain (AFYVE)                   | 1             |
| Thụy Điển (Sverigetopplistan)   | 12            |
| Thụy Sĩ (Schweizer Hitparade)   | 8             |
| Anh Quốc (OCC)                  | 7             |
| US Billboard Hot 100            | 1             |
| US Billboard Hot Disco Singles  | 2             |
| US Billboard Hot Soul Singles   | 2             |
| US Cash Box                     | 1             |

| Chart (2018)                        | Position |
| ----------------------------------- | -------- |
| Úc (ARIA)                           | 37       |
| Canada (Hot Canadian Digital Songs) | 19       |
| Hoa Kỳ Hot Rock Songs (Billboard)   | 4        |

| Chart (2003) | Position |
| ------------ | -------- |
| Pháp (SNEP)  | 48       |

| Chart (2011)                              | Position |
| ----------------------------------------- | -------- |
| Belgium (Back Catalogue Singles Flanders) | 13       |

| Chart (1980)                    | Position |
| ------------------------------- | -------- |
| Australia (Kent Music Report)   | 72       |
| Belgium (Ultratop 50 Flanders)  | 69       |
| Canada Top Singles (RPM)        | 33       |
| Italy (FIMI)                    | 60       |
| Netherlands (Dutch Top 40)      | 92       |
| Netherlands (Single Top 100)    | 68       |
| New Zealand (Recorded Music NZ) | 38       |
| UK Singles (Gallup)             | 97       |
| US Cash Box                     | 1        |

| Chart (1981)                     | Position |
| -------------------------------- | -------- |
| Australia (Kent Music Report)    | 65       |
| Germany (Official German Charts) | 71       |
| US Billboard Hot 100             | 65       |

| Chart (2018)                  | Position |
| ----------------------------- | -------- |
| US Hot Rock Songs (Billboard) | 75       |

| Chart (2019)                  | Position |
| ----------------------------- | -------- |
| US Hot Rock Songs (Billboard) | 17       |

| Quốc gia                                                    | Chứng nhận  | Số đơn vị/doanh số chứng nhận |
| ----------------------------------------------------------- | ----------- | ----------------------------- |
| Đan Mạch (IFPI Đan Mạch)                                    | Platinum    | 90.000‡                       |
| Philippines (PARI)                                          | Gold        | 50,000                        |
| Anh Quốc (BPI)                                              | Platinum    | 600.000‡                      |
| United States (RIAA) (physical)                             | Platinum    | 3,000,000                     |
| United States (RIAA) (digital)                              | 4x Platinum | 1,156,000                     |
| ‡ Chứng nhận dựa theo doanh số tiêu thụ và phát trực tuyến. |             |                               |

| Chart (1958–2018)    | Position |
| -------------------- | -------- |
| US Billboard Hot 100 | 40       |